# Хвостенко Тетяна Олександрівна
Тетя́на Олекса́ндрівна Хвосте́нко (* 22 листопада 1921, Харків — † 6 січня 1984, Київ) — український графік. Донька художника Олександра Хвостенка-Хвостова.

## Біографічні відомості
1954 року закінчила Київський художній інститут (нині НАОМА — Національна академія образотворчого мистецтва і архітектури). Учениця Василя Касіяна.

## Твори
Станкова графіка, серія літографій «Нова Каховка» (1956—1957); кіноплакати тощо.
Серед плакатів:
- «Хліб — сила і міць держави» (1952),
- «Україна — могутня індустріально-колгоспна держава» (1957).